# 吉田地図
吉田地図株式会社（よしだちず）は、かつて存在した日本の住宅地図会社。

大阪府内の精密住宅地図や電子地図の調製、販売を行っていたが、2008年以降の出版はなかった。

現在、同社の地図の版権は株式会社コアズが所有している。

なお、京都市内に同社の京都営業所から独立した吉田地図販売が存在する。

## 沿革
- 1956年（昭和31年）：合資会社住宅協会創立
- 1960年（昭和35年）7月：株式会社住宅協会出版部設立
- 1970年（昭和45年）8月：吉田地図株式会社に社名変更
- 2006年（平成18年）7月28日：オンラインショップ 開設
- 2016年（平成28年）9月8日：清算結了により法人格消滅

## 吉田地図
各施設名や表札名が記載されている、製本された縮尺1/1,600の精密住宅地図であり、官公庁などでも利用されている。
- 『精密住宅地図』（B4変型版）
  - 『リング版 精密住宅地図』（背表紙にリング）
  - 『精密住宅地図　バインダー』
- 『精密住宅地図Little（リトル）』（A4変型版）- 大阪市24区のみ
- デジタルマップ「よしだくんNEO」